# Jacopo Mazzoni

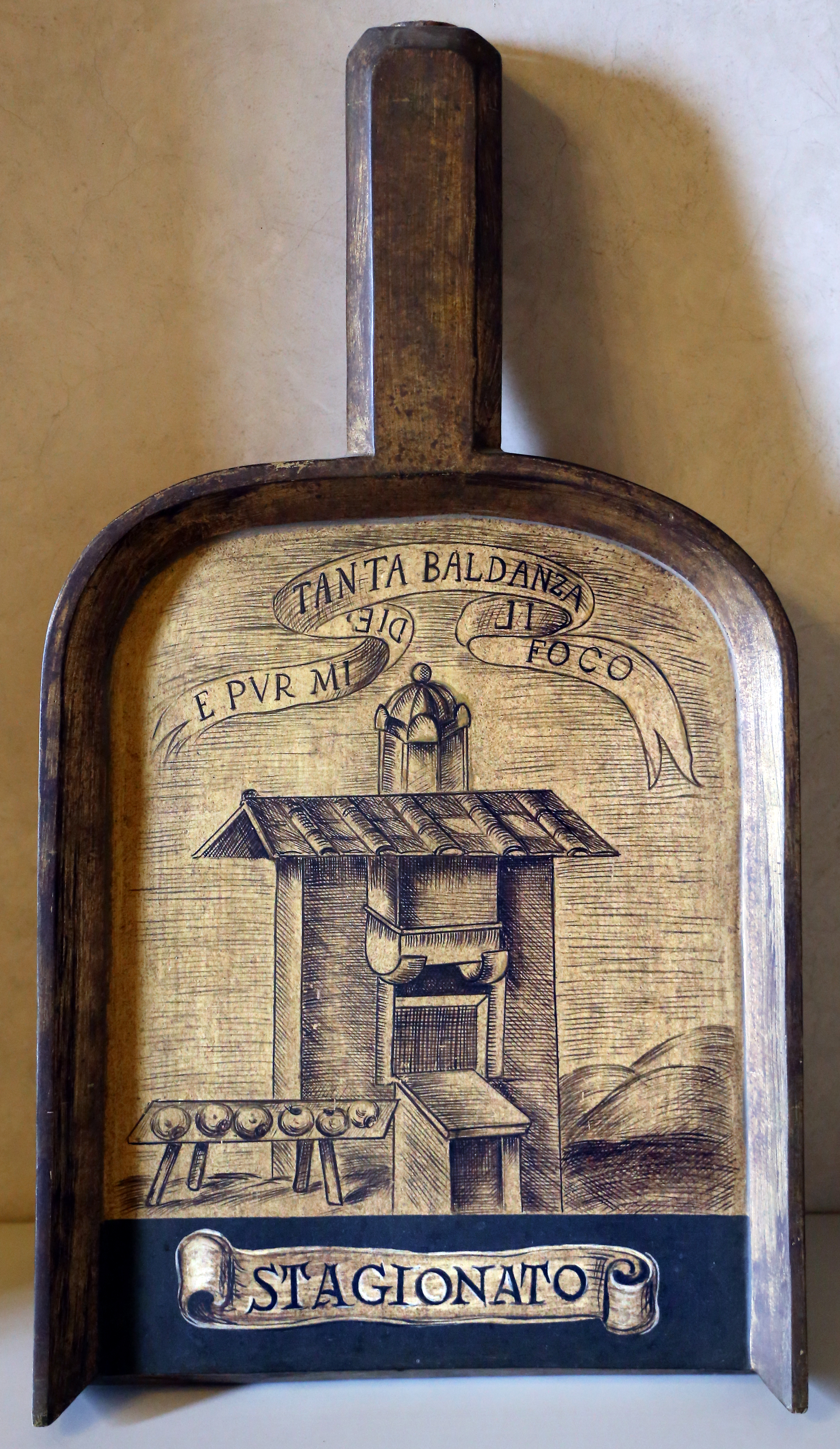
Pelle ceremonielle du membre ‘Stagionato’ (Jacopo Mazzoni) à l'Accademia della Crusca.

Jacopo Mazzoni, né le 27 novembre 1548 à Cesena en Émilie-Romagne et mort le 10 avril 1598 dans la même ville, est un philosophe et érudit italien.

## Biographie
Jacopo Mazzoni naquit en 1548 à Cesena, d’une famille noble. Doué d’heureuses dispositions, et d’une mémoire qui tenait du prodige, et ayant accès dans la riche bibliothèque des Malatesti, il apprit rapidement le latin, le grec ancien, et l’hébreu ; et il alla ensuite à Padoue étudier la jurisprudence et la philosophie. La mort de son père l’obligea de revenir à Cesena pour régler ses affaires domestiques ; mais la passion de l’étude le ramena promptement à Padoue, et il parcourut toutes les branches de la littérature, de l’érudition et de la philosophie de son temps. Il n’avait que vingt-six ans, lorsqu’il se rendit a la cour de Guidobaldo II della Rovere, duc d’Urbino, où son mérite le fit accueillir avec distinction. II assista aux fêtes que ce prince célébrait à Pesaro, se lia d’amitié avec l’auteur de l’Aminta (le Tasse), pièce qu’on y jouait alors avec beaucoup d’éclat, et fut admis à la table du duc, et aux discussions littéraires qui avaient pour ce prince tant de charmes. La cour d’Urbino ne fut pour Mazzoni qu’une école d’un rang plus élevé, où, comme il le dit lui-même, il apprit beaucoup, et médita et approfondit ce qu’il avait appris. Cependant il se lassa d’un genre de vie qui l’obligeait à sacrifier quelque partie de son indépendance ; et ayant obtenu son congé, il retourna dans sa ville natale, où il s’appliqua sérieusement à exécuter un projet qu’il avait formé depuis longtemps : celui de démontrer que les contradictions des philosophes anciens ne sont qu’apparentes, et qu’en définitive leurs principes sont les mêmes. Il publia donc, en 1576, un Traité dans lequel il cherche à concilier non-seulement Platon et Aristote, qui divisaient alors toutes les écoles, mais plusieurs autres philosophes grecs, arabes et latins. L’année suivante il fit imprimer à Bologne une liste de cinq mille cent quatre-vingt-treize questions, extraites de son traité, et annonça qu’il répondrait publiquement, pendant quatre jours, à toutes les difficultés qu’on pourrait y opposer. Cet essai fit moins briller son jugement que sa mémoire ; on a déjà dit qu’elle était prodigieuse : il l’avait encore augmentée, à l’aide d’une méthode et de certains signes que François Panigarole, son ami, lui avait enseignes ; et Camillo Paleotti assure que Mazzoni récitait, sans hésiter, des livres entiers du Dante, de l'Arioste, de Virgile, de Lucrèce, et d’autres écrivains anciens et modernes. Il eut, dans le temps, un célèbre défi de mémoire avec le fameux James Crichton surnommé l’Admirable ; et l’on assure qu’il ne se montra pas inférieur. Appelé à Rome par le pape Grégoire XIII, pour prendre part à la correction du calendrier, et dresser la liste des livres suspects d’hérésie, il fut logé chez Giacomo Boncompagni, frère du pontife, et comblé des attentions les plus délicates. Mais la fortune qu’il lui était permis d’espérer, s’il eût voulu entrer dans la carrière ecclésiastique, ne put le tenter ; il retourna encore à Cesena, s’y maria, et à ses compatriotes des leçons sur la morale d’Aristote : il alla ensuite professer la philosophie à Macerata, d’où il se rendit à Pise, sur l’invitation de Ferdinand, grand-duc de Toscane. Il accompagna, de Florence à Rome, le cardinal du Perron, lorsque ce dernier alla négocier la réconciliation de Henri IV avec l’Eglise. La défense du Dante, attaqué par Francesco Patrizi, ouvrit à Mazzoni les portes de l’académie naissante de la Crusca, dont il fut l’un des principaux ornements. Peu de temps après, le pape Clément VIII le rappela dans Rome, et lui conféra la chaire de philosophie du collège de la Sapience, avec un traitement de mille écus d’or ; mais à peine le nouveau professeur y eut-il donné trois leçons, qu’il reçut l’ordre d’accompagner le cardinal Aldobrandini, neveu du pape, à Ferrare, dont ce prélat allait prendre possession : y étant tombé malade, Mazzoni se fit transporter à Cesena, où il mourut le 10 avril 1598, à l’âge de 49 ans. Ses obsèques furent magnifiques : Tom. Martinelli, l’un de ses élèves, y prononça son oraison funèbre ; et lui éleva un tombeau décoré de son buste en marbre. Mazzoni était un homme d’un savoir prodigieux, et d’une activité d’esprit surprenante : mais le défaut de critique et de jugement se fait remarquer dans ses ouvrages philosophiques ; et ce n’est que comme littérateur, et surtout comme le défenseur du Dante, objet constant de l’admiration des Italiens, qu’il a conservé une assez grande réputation en Italie.

## Œuvres
- Discorso su la pronunzia de’ dittonghi presso gli antichi, Cesena, 1572, in-4° ; inséré dans le tom. Ier des Autori del ben parlare – Del sollecismo. – De’ Tropi, dans le même recueil, t. V. Dans le discours sur les diphtongues, il se proposait de déterminer la manière dont les anciens les prononçaient ; mais il n’a pas mieux réussi que tous les autres philologues.
- De Triplici hominum vita, activa nempè, contemplativa et religiosa, methodi tres, ibid. ,1576, in-4°, très-rare. Son premier but dans cet ouvrage est de concilier les contradictions d’Aristote et de Platon ; mais ayant reconnu la perfectibilité de l’homme, il détermine les connaissances qu’il doit cultiver dans les trois espèces d’état ou de vie, qu’il appelle active, contemplative et religieuse, et parcourt ainsi successivement toutes les branches de la littérature, des sciences et des arts dont il avait aperçu la chaîne.
- Difesa della comedia di Dante, ibid., 1687, in-4°[3]. Cette édition est revue et augmentée ; la seconde partie de l’ouvrage ne parut que près d’un siècle après la mort de l’auteur, en 1688. Cette défense du Dante valut à Mazzoni la réputation d’un homme extraordinaire et prodigieux ; et les aperçus nouveaux qu’il y présente sur la théorie des beaux-arts l’ont fait comparer récemment aux Dubos aux Blair et aux Sulzer.
- In universam Platonis et Aristotelis philosophiam præludia, sive de comparatione Platonis et Aristotelis, Venise, 1597, in-4°. Cet ouvrage, le dernier qui soit sorti de la plume de Mazzoni, fait plus d’honneur à sa vaste érudition qu à son jugement.
- Oratio habita Florentiæ VIII februarii 1589, in exequiis Catharinæ Medices Francorum reginæ, Florence, 1589. Lelong et Fontette n’ont point connu cette oraison funèbre de Catherine de Médicis.

## Postérité
J. Nicius Erythræus (Gian Vittorio Rossi) a publié la Vie de ce savant dans sa Pinacotheca ; mais l’abbé Pierantonio Serassi, compatriote de Mazzoni, en a donné une plus complète et plus intéressante, Rome, 1790, in-4°. Francesco Saverio Salfi l’a analysée dans le tom VII de l’Histoire littéraire d’Italie, par Ginguené.